# Casa de Kosača
La Casa de Kosača (en serbio: Косача), también conocida como Kosačić (en serbio: Косачић), era una familia noble medieval de Bosnia, que gobernaba partes de las actuales Bosnia y Herzegovina, Croacia, Montenegro y Serbia entre los siglos xiv y xv. La tierra que controlaban se conocía como Humska zemlja (Hum, para abreviar), que corresponde aproximadamente a la región moderna de Herzegovina, que a su vez se derivó del título «herzog», que Stjepan Vukčić Kosača adoptó en 1448, con el título latino «Dux Sancti Sabbae». Además de Hum, gobernaron partes de Dalmacia y Rascia. Eran vasallos de varios estados, incluido el Reino de Bosnia y el Imperio otomano. Los historiadores creen que la familia Kosača era parte de la familia Kőszegi (Casa de Herceg), pero todavía falta evidencia para esta afirmación.
La confesión religiosa de la familia Kosača es incierta. Estaban en contacto con la Iglesia ortodoxa, la Iglesia bosnia, la Iglesia católica y el islam. Durante la caída del Reino de Bosnia, los «Kosača» se dividieron en tres ramas: veneciana, dálmata y otomana. A partir de entonces, estas ramas aceptaron la fe católica, en los dos primeros casos, y el islam en el tercero.

## Historia
El apellido Kosača probablemente deriva del pueblo de Kosače cerca de Goražde, en la región del Alto Drina en el este de Bosnia, donde la familia Kosača eran originalmente terratenientes.
El fundador, Vuk, fue un destacado comandante militar bajo el reinado del emperador Esteban Dušan de Serbia que participó en las conquistas del sur de los Balcanes. El emperador le confirió tierras alrededor del Alto Drina, en la provincia de Rudine.
Vlatko Vuković, el hijo de Vuk, llevó a la familia a la fama después de participar en las batallas contra los otomanos. Comandó el ejército bosnio victorioso en la batalla de Bileća (1388). En la batalla de Kosovo (1389) el rey Tvrtko I de Bosnia lo envió a comandar con sus tropas. El contingente bosnio al mando de Vlatko se colocó en el flanco izquierdo del ejército serbio dirigido por el príncipe Lazar de Serbia. Al principio, la batalla se informó como una victoria, también por el propio Vlatko, sin embargo, se concluyó como inconclusa, con una victoria otomana a largo plazo.
En 1448, Stjepan Vukčić Kosača se hizo llamar «Por la gracia de Dios herceg de Hum y duque de Primorje, gran duque de Bosnia, kniaz del Drina y el resto», añadiendo «herceg de Hum y la costa», y en 1450 se denominó «Por la gracia de Dios Stjepan herceg de San Sava, señor de Hum y gran Duque de Bosnia, kniaz de Drina y el resto», y agregó «herceg de San Sava». Este título tenía un valor de relaciones públicas considerable, porque las reliquias de san Sava eran consideradas milagrosas por personas de todas las religiones cristianas. Los mismos Kosača, sin embargo, eran una de las pocas familias nobles no ortodoxas en Hum. Sus tierras eran conocidas como tierras del Herzog o después Herzegovina.
El rey Esteban Tomaš de Bosnia se casó con Katarina Kosača, hija de Stjepan Vukčić, en una ceremonia católica en mayo de 1446 asegurándose, al menos por un corto tiempo, de contar con el apoyo del noble más poderoso del reino y un firme partidario de la Iglesia bosnia, Stjepan Vukcic.

## Miembros

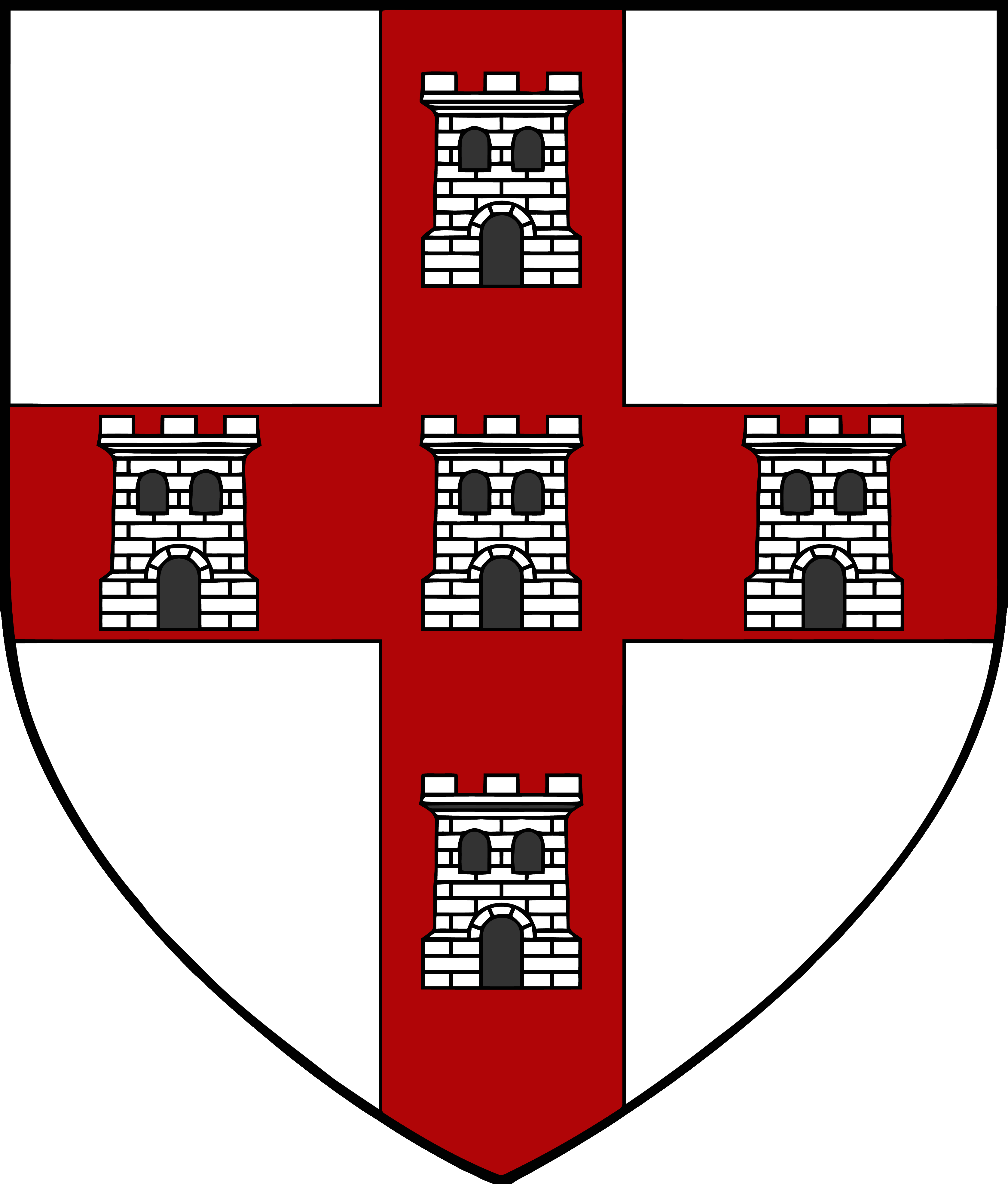
Escudo de armas de los «Vuković», del Armorial de Fojnica,.

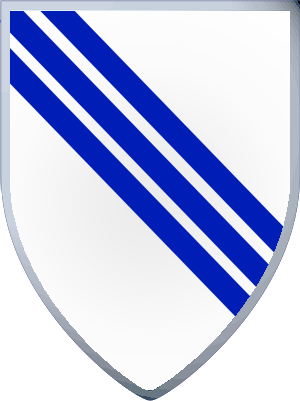
Escudo protoheráldico de Sandalj del matrimonio con Catarina Vuković Hrvatinić.

- Vuk Kosača, comandante militar (vaivoda)

- Vlatko Vuković, gran duque de Bosnia, fallecido en 1392
- Hrana Vuković

- Sandalj Hranić, gran duque de Bosnia, c. 1392-1435
- Vuk Hranić, kniaz en la corte bosnia

- Iván Vuković, príncipe

- Adam Vuković

- Vukac Hranić, kniaz en la corte bosnia

- Stjepan Vukčić Kosača, gran duque de Bosnia 1435-1466, también herzog de San Sava, 1450-1466

- Vladislav Hercegović, gran duque de Bosnia, c. 1450-1463

- Balša Hercegović (fl. 1455)
- Petar

- Vlatko Hercegović, herzog de San Sava, 1466-1482
- Hersekzade Ahmed Pasha, (en turco: Hersekli Ahmed-Pasa; en serbocroata: Ahmed-paša Hercegović), nacido Stjepan Hercegović, gran visir otomano, casado con Hundi Hatun, hija del sultán Bayezid II
- Mara Hercegović
- Catalina Kosača-Kotromanić, reina consorte de Bosnia - esposa de Esteban Tomaš, rey de Bosnia

- Sigismund (Šimun) Kotromanić, más tarde se convirtió al Islam y cambió su nombre a Isak-bey Kraljević (en turco: Ishak-bey Kraloglu)
- Katarina Kotromanić, luego se convirtió al Islam y cambió su nombre a Tahiri-hanuma, enterrada en una «türbe» (mausoleo) en Skopie

## Legado religioso

### Iglesia ortodoxa
El edificio de la iglesia ortodoxa oriental atribuido como dotación de Stjepan Vukčić es la Iglesia de San Jorge en Sopotnica cerca de Goražde, que se cree que se terminó en 1452. En el valle de Šćepan Polje, debajo de las ruinas de la fortaleza de Soko Grad, también quedan restos de cimientos de la pequeña iglesia de san Esteban, pero los resultados de la investigación arqueológica nunca se han publicado, sin embargo, se cree que es una dotación de Sandalj Hranić.

### Catolicismo
Los católicos de la región visitan a menudo la tumba de Catalina Kosača en la iglesia romana de Santa María en Aracoeli. Su lápida presenta un retrato de tamaño natural y el escudo de armas de la Casa de Kotromanić y Kosača a cada lado. La inscripción, originalmente escrita en cirílico bosnio, pero reemplazada en 1590 por una latina, que dice:
Catharinae Reginae Bosnensi
Stephani ducis santi sabbae sorori
et genere Helene et domo principis
Stephani natae Thomae regis Bosane
vsori Qvanrum vixit annorum LIIII
et obdormivit Romae anno Domini
MCCCCLXXVIII dei XXV oteobris
monumentum ipsus scriptis positiv.

### Islam
El mausoleo "Turbe" en Skopie fue destruido en el terremoto de Skopie de 1963. El mausoleo en memoria de la princesa Catalina Kotromanić, referido en fuentes turcas como "Tahiri-hanuma", fue construido por Isa Bey Ishaković, miembro de la rama otomana de Kosača. Fue significativo por ser un ejemplo de ocurrencia muy rara que un mausoleo esté dedicado a una persona femenina. Después del terremoto, el mausoleo de la princesa fue reconstruido en 2014 por el Ministerio de Cultura de Macedonia con aportes financieros del Ministerio de Cultura y Deportes de Bosnia y Herzegovina. Una tradición de los lugareños se ha mantenido hasta el día de hoy por la visita y el encendido de velas. 